# Атлантида Русского Севера
«Атлантида Русского Севера» — полнометражный документальный фильм российского режиссёра Софьи Горленко, снятый в 2015 году. Это первый в России фильм, средства на который были собраны с помощью краудфандинга. На сайте Planeta.ru в ходе двух компаний по сбору средств было собрано около 900 тысяч рублей.
Фильм рассказывает о Русском Севере — территории деревянного зодчества. Съёмки происходили в Архангельской области по рекам Ваге, Онеге и Северной Двине.
Фильм «Атлантида Русского Севера» в 2015 году получил Гран-при международного фестиваля «Северный характер» в Мурманске. Премьера в России состоялась 30 июня 2015 года.